# 超新星核合成

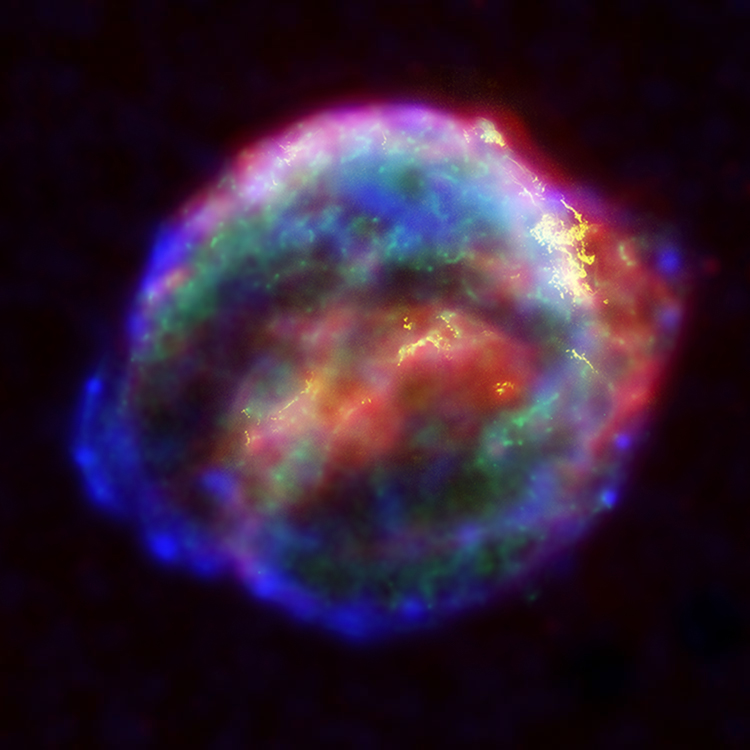
由史匹哲太空望遠鏡、哈伯太空望遠鏡和昌德拉X射線天文台的圖像合成的克卜勒超新星圖形。

超新星核合成是闡明新的化學元素如何在超新星內產生，主要發生在易於爆炸的氧燃燒和矽燃燒的爆炸過程產生的核合成。這些融合反應創造的元素有矽、硫、氯、氬、鉀、鈣、鈧、鈦和鐵峰頂元素：釩、鉻、錳、鐵、鈷、鎳。由於這些元素在每次的超新星爆炸中被拋出來，因此在星際介質中的豐度越來越大。重元素（比鎳重的）主要是由所謂的r-過程捕獲中子創造出來的。然而，還有其他的過程對某些元素的核合成有所貢獻，像是著名的捕獲質子的Rp-過程和導致光致蛻變過程的γ過程或p-過程。重元素中最輕的，中子最少的同位素，都是由後者的程序產生的。

## 超新星
超新星是恆星發生劇烈爆炸的現象，發生的情況主要是下述兩種。第一種是白矮星經由吸收伴星（通常是紅巨星）的質量，當他到達錢德拉塞卡極限之後，進行以核心為基礎的爆炸。第二種，也是較常見的，是大質量恆星造成的，通常是紅巨星，達到鐵的核融合（或燃燒）過程。因為鐵是所有元素中束縛能最高的之一，也是核融合能產生的釋放熱能最後一種元素。從此之後，所有的核融合反應開始吸熱而使恆星喪失能量，於是恆星的重力迅速的將外面的數層吸入，恆星很快的塌縮，然後形成超新星的爆炸。

## 元素的融合

週期表顯示宇宙起源的每個元素。比鐵重的元素通常起源於超新星爆炸，由超新星爆炸產生的中子進行r-過程產生。

由於超新星爆炸釋放出極大數量的能量，也產生了比恆星所能產生更高的溫度。如此的高溫營造出的環境使原子量高達254的元素也能形成。在核融合的過程中，恆星核合成所能融合產生的最重元素是鎳，同位素的原子量可以達到是56。只有質量最大的那些恆星能製造出原子序在矽和鎳之間的元素，並以超新星爆炸結束恆星的一生（參見矽燃燒）。被稱為s-過程的中子捕獲過程，也發生在恆星核合成的階段，所能產生的最重的同位素是原子量209的鉍，但是s-過程主要是在低質量恆星內以很慢的速度進行。

## R-過程
當超新星核合成發生時，r-過程（r表示快速）創造出許多富含中子的重同位素，這些同位素會先衰變成穩定的同位素，從而創造出所有重元素富含中子的穩定同位素。這些中子捕獲的過程發生在高中子密度與高溫的環境下，在r-過程，任何一個遭受高密度中子流轟集的重原子核都會形成極度不穩定並富含中子的核，並且很快的經由β衰變成為原子序較高、但原子量相同並且較為穩定的原子。中子流的密度高得嚇人，大約是每秒每平方公分1022顆中子。最先計算出來的動態r-過程，顯示演化是隨著時間變化的，也認為r-過程的豐度是不同中子通量的疊置。低通量的r-過程在原子量 A = 130附近產生第一個非放射性元素的豐值頂；而高通量的則產生放射族的鈾和釷元素，並且沒有A = 130的峰頂。根據細節，這些過程在一瞬間到數秒鐘就可以完成。隨後有數百篇的論文運用這種與時間有關的近似方法。有趣的是，在近代唯一在附近的超新星，SN 1987A，並未顯現出r-過程的豐富度。現在的想法則認為有些r-過程的產物並未從超新星中被拋出，反而被吞噬成為殘骸的中子星或黑洞的一部分。

## 註解
1. ↑  Woosley, S.E., W. D. Arnett and D. D. Clayton. . THE ASTROPHYSICAL JOURNAL SUPPLEMENT. 1973, 26: 231–312.
2. ↑  P. A. Seeger, W.A. Fowler, D. D. Clayton. . THE ASTROPHYSICAL JOURNAL SUPPLEMENT. 1965, 11: 121–166.

## 外部連結
- Atom Smashers Shed Light on Supernovae, Big Bang Sky & Telescope Online, April 22, 2005
- G. Gonzalez, D. Brownlee, P. Ward.  (PDF). Icarus. 2001, 152: 185–200. （原始内容 (PDF)存档于2008-06-26）.